# Jiangzhou
Jiangzhou är ett stadsdistrikt och säte för stadsfullmäktige i Chongzuo i den autonoma regionen Guangxi i sydligaste Kina.